# یورگن گراف
یورگن گراف نویسنده ، پژوهشگر و مورخ فرانسوی می باشد و او منکر هولوکاست بوده و با انتشار کتاب افسانه هولوکاست سرو صدای زیادی را در کشورهای غربی ایجاد کرد. وی به زبان‌های آلمانی ، انگلیسی ، فرانسه ،ایتالیایی ،اسپانیایی ، هلندی ، روسی ،یونانی و سوئدی مسلط است و اولین کتاب خود را نیز به زبان آلمانی منتشر کرد. او کتاب افسانه هولوکاست را با الهام از کتاب نویسنده فرانسوی «روبر فوریسون» در مورد «هولوکاست فریب بزرگ» نوشته‌است.

## حکم دادگاه
وی پس از انتشار افسانه هولوکاست به دلیل قوانین برخی از کشورهای غربی مبنی بر جرم انگاری انکار هولوکاست به زندان محکوم شد.

## فرار و پناهندگی در روسیه
وی پس از حکم دادگاه و محکوم شدن، برای رهایی از زندان به روسیه سفر کرد و پناهنده آن کشور شد.